# Línea 13 del Metro de Barcelona
La Línea 13 del metro de Barcelona es un proyecto de línea del ferrocarril metropolitana ideada a principios de la década del 2000. Su objetivo inicial era unir Morera con el Hospital Germans Trias i Pujol, también conocido como "Can Ruti", en la ciudad de Badalona.
La línea se proyectó para mejorar el transporte público en Badalona. El 4 de julio del 2002 la ATM reservó el color rosa (pantone 237) para esta línea.

## Características
La línea 13 es una extensión de la línea 2. En la actuación AX04 del PDI 2001-2010 del prolongación de la L2 hasta la Badalona Pompeu Fabra, se propone en una segunda fase una ampliación para los barrios badaloninos de Casagemes, Can Canyadó, Morera y Can Ruti. Se prevé que pueda ser a través de la construcción de un metro ligero similar a la línea 11.
Esta prolongación o línea nueva es "la continuación natural del eje del Barcelonés Norte paralelo próximo al mar". A partir de Casagemes el núcleo urbano se estrecha y no queda justificada la coexistencia de una línea de metro paralela a la línea de cercanías de Mataró de Rodalies de Catalunya: por esta razón se desvía el trazado por el interior para dar servicio a Can Canyadó, Morera y Can Rutí.